# Ludwig Heinrich Schlosser
Johann Ludwig Heinrich Schlosser (auch Heinrich Ludwig; * 7. September 1663 in Darmstadt; † 8. August 1723 in Frankfurt am Main) war ein deutscher evangelischer Geistlicher, Lehrer und Liederdichter.

## Leben
Schlosser stammte aus einer Pastorenfamilie. Sowohl sein Vater Johann Philipp Schlosser als auch sein Großvater Johannes Schlosser waren Hofprediger. Er besuchte zunächst, wie zuvor bereits sein Bruder Philipp Casimir Schlosser, von 1671 bis 1680 das Pädagogium in Darmstadt und ging anschließend 1680 an die Universität Gießen. Dort kümmerte sich sein älterer Stiefbruder Johann Daniel Arcularius um ihn, der dort als Professor der Theologie lehrte. Die beiden Brüder gingen 1686 nach Frankfurt am Main, wo der ältere Bruder ans Predigerministerium wechselte und Ludwig Heinrich Schlosser die Predigerprüfung ablegte.
Schlosser folgte 1687, nach abgelegtem Examen, einem Ruf an das Pädagogium seiner Heimatstadt Darmstadt. 1892 wurde er an der Einrichtung zum Konrektor ernannt. 1896 verließ er Darmstadt und folgt einem Ruf an das Frankfurter Gymnasium. Am 9. Juni 1696 trat er das neue Amt an, am 2. Juli erhielt er das Bürgerrecht der Stadt Frankfurt am Main.
Schlosser blieb nicht lange Lehrer, sondern bemühte sich um eine berufliche Neuorientierung. Er hielt eine Wahlpredigt und wurde 1697 Pfarrer an der Katharinenkirche. 1719 wurde er dort Sonntagsprediger. Er verstarb 1723 an einem Schlaganfall.

## Publikationen (Auswahl)
Lieder
Von Schlosser sind 42 Kirchenlieder bekannt, darunter:
- Jesus nimmt die Sünder an – drum so will ich nicht verzagen, 1693.
- Hab Acht auf mich in aller Noth, 1701.
- Erzürnter Gott, laß Dich erbitten, 1719.

Bücher
- Das Gott-geheiligte Bet-Kämmerlein, Bauer, Frankfurt am Main, 2. Auflage 1706.
- Stilles Lob Gottes im geistlichen Zion, Andreae, Frankfurt am Main, 3. Auflage 1724.